# Stanisław Sulej
Stanisław Sulej, ps. Grzęda, Kruk (ur. 12 września 1911 w Trzcińcu, zm. 1996) – polski działacz ludowy i społeczny, komendant obwodu Radzyń Podlaski okręgu Lublin Batalionów Chłopskich.

## Życiorys
Urodził się w rodzinie Stanisława i Ewy. Uzyskał wykształcenie średnie handlowe. Pracował w Spółdzielni Spożywców Społem. Działał w ZMW „Wici”, był sekretarzem Zarządu Powiatowego w Siedlcach tej organizacji. Był rezerwistą Wojska Polskiego w stopniu kaprala.
Podczas wojny pracował w spółdzielni rolniczej w Międzyrzecu Podlaskim. Współorganizował Stronnictwo Ludowe „Roch”. Był żołnierzem Batalionów Chłopskich, objął stanowisko komendanta obwodu Radzyń Podlaski.
Po zakończeniu wojny pracował w spółdzielczości w Warszawie. Był działaczem PSL i ZSL. Ukończył Szkołę Główną Planowania i Statystyki. Został awansowany do stopnia kapitana.

## Ordery i odznaczenia
- Krzyż Kawalerski Orderu Odrodzenia Polski
- Krzyż Walecznych (13 września 1946)[1]
- Srebrny Krzyż Zasługi z Mieczami
- Krzyż Batalionów Chłopskich